# Хандобоковка
Хандобоковка (укр. Хандобоківка; с 1961 по 2016 г. — Першотравневое) — село в Семёновском районе Черниговской области Украины. Население 4 человека. Занимает площадь 0,02 км².
Код КОАТУУ: 7424784506. Почтовый индекс: 13544. Телефонный код: +380 4659.

## Происхождение названия
Происходит от слов: укр. перше — первое, укр. травень — май; укр. Першотравневое — Первомайское.
Село названо в честь праздника весны и труда Первомая, отмечаемого в различных странах 1 мая; в СССР он назывался Международным днём солидарности трудящихся.
На территории Украиской ССР имелись 50 населённых населённых пунктов с названием Першотравневое и 27 — с названием Первомайское.

## Власть
Орган местного самоуправления — Орликовский сельский совет. Почтовый адрес: 15450, Черниговская обл., Семёновский р-н, с. Орликовка, ул. Сосновка, 13.